# Макартур, Брюс
Томас Дональд Брюс Макартур (англ. Thomas Donald Bruce McArthur; род. 8 октября 1951) — канадский серийный убийца. Признал себя виновным в совершении в период с 2010 по 2017 годы 8 убийств в Торонто (провинция Онтарио, Канада). Приговорен к пожизненному лишению свободы.

## Биография
Брюс Макартур родился 8 октября 1951 года в городке Линдсей (провинция Онтарио, Канада), в шотландско-ирландской семье. Его мать исповедовала католицизм, а отец протестантизм. Родители будущего серийного убийцы были очень набожными людьми. У Брюса также была старшая сестра. Вскоре после рождения Брюса семья переехала на ферму в поселок Аргайл в 60 километрах к северу от города Ошава. Там Брюс пошёл в местную однокомнатную начальную школу, во время обучения в которой характеризовался примерным поведением. Одноклассники будущего убийцы вспоминали, что Макартур был любимчиком учителей, однако со стороны детей подвергался насмешкам в связи с чрезмерно правильным поведением.
В подростковые годы Брюс Макартур перешёл в «Fenelon Falls Secondary School», во время обучения в которой познакомился со своей будущей женой, Дженнис Кемблл. Они оба окончили школу в 1970 году. После чего Макартур 3 года обучался в колледже бизнеса, который окончил в 1973 году. В том же году он начать работать продавцом-консультантом в универмаге «Eaton’s». В 1974 Макартур и Кемблл поженились, в семье родилось двое детей, сын и дочь. С 1979 года они проживали в частном доме на улице Ормонд-Драйв в Ошаве.
В 1978 году умерла мать Макартура, а его тяжелобольной отец к тому времени уже несколько лет находился в доме для инвалидов в связи с прогрессирующей опухолью мозга. Он умер в начале 1981 года.
Ещё 1978 году, вскоре после смерти матери, Брюс Макартур уволился с должности продавца-консультанта в «Eaton’s» и перешёл на работу в «McGregor Socks» в качестве коммивояжера. Через несколько лет он уволился и оттуда, перейдя на должность торгового представителя в «Stanfield’s», где и проработал до 1993 года.
В начале 1990-х Макартур, ещё с подростковых лет испытывавший проблемы с определением своей ориентации, начал практиковать гомосексуальные отношения, что привело в 1993 году к разводу с женой, однако несмотря на развод, пара продолжала жить вместе и совместно вести дела основанной Брюсом Макартуром частной компании по продаже одежды. Тем не менее вскоре компания Макартуров стала испытывать финансовые трудности, что привело к её окончательному банкротству и ликвидации в 1999 году. Двумя годами ранее, вскоре после совершеннолетия младшего сына, Макартур и его жена разъехались по обоюдному согласию.
Брюс Макартур в 1997 году перебрался в Торонто, где поселился в квартире на Дон Милс Роуд и завёл отношения с мужчиной, с которым познакомился в гей-баре в квартале «Church and Wellesley» в Торонто. В это же время Макартур устроился работать садовником. Отношения Макартура и его партнера продолжались около четырёх лет и закончились болезненным разрывом, после которого будущий убийца принимал антидепрессанты и несколько раз посещал психиатра.
31 октября 2001 года Брюс Макартур был приглашён в дом своего знакомого-гея для совместного празднования Хэллоуина. Что произошло далее, доподлинно неизвестно, однако в конечном итоге Макартур избил своего знакомого металлической арматурой, нанеся ему травмы головы и тела. Вскоре преступник сам сдался полиции. 11 апреля 2003 года он был признан виновным в нападении с использованием холодного оружия и нанесении телесных повреждений средней степени и приговорен к 2 годам домашнего ареста и трем годам ограничения свободы после освобождения. Кроме того, будущего серийного убийцу обязали пройти курсы по управлению гневом. Суд учёл чистосердечное раскаяние Макартура, а также его положительные характеристики с мест работы.
Позже в гей-сообществе Торонто Макартур приобрёл репутацию любителя БДСМ, а большая часть коллег по ориентации начала сторониться его после нескольких инцидентов со вспышками агрессии у будущего серийного убийцы.

## Серия убийств
Первое убийство Брюс Макартур совершил в начале сентября 2010 года. Жертвой стал 40-летний беженец из Шри-Ланки, Скандра Наваратнам, которого последний раз видели 6 сентября 2010 года выходящим из гей-бара «Zippers» с неизвестным мужчиной. Позже он был объявлен в розыск как без вести пропавший. Полиции также удалось установить, что Скандра был знако́м с Макартуром с 1999 года, однако под подозрение он не попал, так как на предварительном опросе, проведённом сотрудниками полиции, заявил, что прекратил общение с пропавшим ещё в 2008 году.
Следующей жертвой серийного убийцы стал беженец из Афганистана — Абдулбашир Фаизи, которого также видели последний раз покидающим именно гей-бар, только на этот раз «Black Eagle». Позже его автомобиль Nissan Sentra был найден брошенным в районе улицы Моор-Авеню, недалеко от мастерской Брюса Макартура. Уже после задержания Макартура полиции удалось установить, что он убил Фаизи в ночь с 28 на 29 декабря 2010 года.
18 октября 2012 года без вести пропал 58-летний афганский беженец Маджид Кайхан, участник боевых действий в Афганистане, страдающий пост-травматическим синдромом и злоупотребляющий спиртными напитками. Полиции удалось установить, что Кайхан был известен среди местного гей-сообщества своим буйным и навязчивым поведением в состоянии опьянения. Кроме того, позже стало известно, что Кайхан и Макартур часто встречались в гей-баре «Black Eagle». Полиция, опросившая серийного убийцу, вновь не заподозрила его в причастности к исчезновению Кайхана, так как Макартур сказал им, что Кайхан навязчиво предлагал ему отношения, но якобы получил отказ. Его останки были обнаружены лишь после ареста преступника.
В августе 2015 года без вести пропал 50-летний Соруш Махмуди, эмигрант из Ирана. Полиция изначально не связала его исчезновение с предыдущими тремя, так как Махмуди был женат и не появлялся в гей-барах Торонто уже несколько лет, несмотря на то, что до 2011 года был довольно активным в гей-сообществе Торонто и более 4 лет состоял в отношениях с трансгендером. Уже после ареста серийного убийцы выяснилось, что Макартур, случайно встретив Махмуди на улице, убил его 15 августа 2015 года.
Следующей жертвой Макартура стал 37-летний беженец из Шри-Ланки, разнорабочий и уборщик Кирушна Кумар Канагаратнам, которого Макартур убил 6 января 2016 года.
Затем жертвой Макартура стал 43-летний бездомный наркоман Дин Лисовский. Полиции удалось установить, что Лисовский подрабатывал гомосексуальной проституцией, таким образом познакомившись с Макартуром, который убил его 23 апреля 2016 года.
20 апреля 2017 года пропал без вести 44-летний бездомный гражданин Турции Селим Эссен. Полиции удалось установить, что Эссен был известен в гей-барах Торонто, однако последние годы бродяжничал и боролся с наркотической зависимостью. Полиция также предположила, что Макартур и Эссен познакомились незадолго до смерти последнего в общественном доме имени святого Стефана, прихожанами которого оба являлись. После ареста Макартура стало известно, что он убил Селима 16 апреля 2017 года.
Последней жертвой Брюса Макартура стал 49-летний гей Эндрю Кингсман. Как установила полиция, Макартур убил Кингсмана между 27 и 29 июня 2017 года. Кроме того, следствию удалось установить, что Кингсман и Макартур были знакомы на протяжении не менее чем десяти лет до убийства и в 2011—2012 годах состояли в отношениях.

## Арест и суд
Следствие пришло к выводу, что почти все пропавшие без вести были как-либо связаны только с одним человеком — Брюсом Макартуром. В январе 2018 года за ним было установлено негласное наблюдение. Днём 18 января 2018 года полицейские, следящие за домом предполагаемого серийного убийцы, заметили молодого человека, вошедшего в дом вместе с Макартуром. Решив, что ему может грозить опасность, они ворвались в квартиру Макартура и обнаружили парня связанным и прикованным к кровати, с заклеенным ртом и пакетом на голове. Несостоявшаяся жертва серийного убийцы была спасена, тогда как сам Макартур заключен под стражу по подозрению в причастности к исчезновению восьми человек.
При обыске дома подозреваемого сотрудниками полиции были изъяты не менее пяти мобильных телефонов, несколько ноутбуков и множество USB-носителей с множеством откровенно жестоких фотографий, в том числе и пропавших мужчин. Некоторые из фотографий были сделаны в квартире Макартура. При обыске фургона, принадлежащего убийце, полицейскими были обнаружены новые доказательства прямой причастности Брюса Макартура к исчезновениям людей.
Вскоре Макартуру были предъявлены обвинения в убийстве Селима Эссена и Эндрю Кингсмана; несмотря на то, что их тела так и не были найдены, множество фактов, по словам следователей, указывало на причастность Макартура к исчезновению и убийству этих двух человек.
Судебное разбирательство по делу «Торонтского серийного убийцы» продолжалось более года, с 19 января 2018 по 29 января 2019 года. В июле 2018 года, при обыске прилегающей к дому серийного убийцы территории, были найдены останки всех восьми пропавших человек. 29 января 2019 года под давлением неопровержимых улик 67-летний Брюс Макартур признал себя виновным в совершении 8 убийств. 8 февраля 2019 года Брюс Макартур был приговорен к пожизненному заключению без права на условно-досрочное освобождение в течение 25 лет.